# Charley Henley
Charley Henley (* 1973) ist ein VFX Supervisor, der 2013 für Prometheus – Dunkle Zeichen sowie 2024 für Napoleon für den Oscar in der Kategorie Beste visuelle Effekte nominiert wurde. 

## Leben
Er wurde als Sohn der britischen Schauspieler Drewe Henley und Felicity Kendal geboren. Zu Beginn seiner Karriere arbeitete er bei Merchant Ivory Productions als Filmvorführer und Videoassistent. Dort harte er die ersten Berührungspunkte mit dem Bereich Spezialeffekte. Danach folgte eine Anstellung als technischer Assistent bei Mill Film in London, wo er 3D-Elemente baute und an Filmen wie Gladiator mitarbeitete. Schließlich wechselte er zu dem Spezialeffekt-Unternehmen Moving Picture Company, wo er unter anderem an Spielfilmen wie Harry Potter und der Stein der Weisen, Alien vs. Predator und Die Chroniken von Narnia: Die Reise auf der Morgenröte mitwirkte. 2013 wurde er zusammen mit Richard Stammers, Trevor Wood und Martin Hill für Prometheus – Dunkle Zeichen für den Oscar in der Kategorie Beste visuelle Effekte nominiert. 2024 wurde er erneut nominiert diesmal für den Film Napoleon.

## Filmografie
- 1998: Hilary und Jackie (Hilary and Jackie)
- 2000: Gladiator
- 2001: Harry Potter und der Stein der Weisen (Harry Potter and the Sorcerer's Stone)
- 2001: Lara Croft: Tomb Raider
- 2001: Ritter aus Leidenschaft (A Knight's Tale)
- 2001: Mike Bassett: England Manager
- 2002: Ali G in da House (Ali G Indahouse)
- 2002: Doctor Sleep
- 2002: Harry Potter und die Kammer des Schreckens (Harry Potter and the Chamber of Secrets)
- 2003: Das Medaillon (The Medallion)
- 2003: Kalender Girls (Calendar Girls)
- 2004: Alien vs. Predator (AVP: Alien vs. Predator)
- 2004: Ella - Verflixt & Zauberhaft (Ella Enchanted)
- 2004: Harry Potter und der Gefangene von Askaban (Harry Potter and the Prisoner of Azkaban)
- 2005: Harry Potter und der Feuerkelch (Harry Potter and the Goblet of Fire)
- 2006: X-Men: Der letzte Widerstand (X-Men: The Last Stand)
- 2007: Harry Potter und der Orden des Phönix (Harry Potter and the Order of the Phoenix)
- 2007: The Good Night
- 2008: Der Andere (The Other Man)
- 2008: Die Chroniken von Narnia: Prinz Kaspian von Narnia (The Chronicles of Narnia: Prince Caspian)
- 2008: Is Anybody There?
- 2009: Das Bildnis des Dorian Gray (Dorian Gray)
- 2010: Die Chroniken von Narnia: Die Reise auf der Morgenröte (The Chronicles of Narnia: The Voyage of the Dawn Treader)
- 2012: Prometheus – Dunkle Zeichen (Prometheus)
- 2012: Total Recall
- 2013: The Counselor
- 2014: 300: Rise of an Empire
- 2015: Cinderella
- 2016: The Jungle Book
- 2017: Alien: Covenant
- 2020: Artemis Fowl
- 2021: House of Gucci
- 2023: Napoleon